# Dužnje
Duzhnjë en albanais et Dužnje en serbe latin (en serbe cyrillique : Дужње) est une localité du Kosovo située dans la commune/municipalité de Gjakovë/Đakovica, district de Gjakovë/Đakovica (Kosovo) ou de Pejë/Peć (Serbie). Selon le recensement kosovar de 2011, elle compte 467 habitants, tous albanais.

## Histoire
Dans le village se trouve le turbe de Dervish Dana qui remonte au XVIIIe siècle ; il est proposé pour une inscription sur la liste des monuments culturels du Kosovo.

## Démographie

### Évolution historique de la population dans la localité
| 1948 | 1953 | 1961 | 1971 | 1981 | 1991 | 2011 |
| ---- | ---- | ---- | ---- | ---- | ---- | ---- |
| 111  | 124  | 474  | 575  | 224  | 260  | 467  |

|  |